# Maybach Zeppelin DS 7

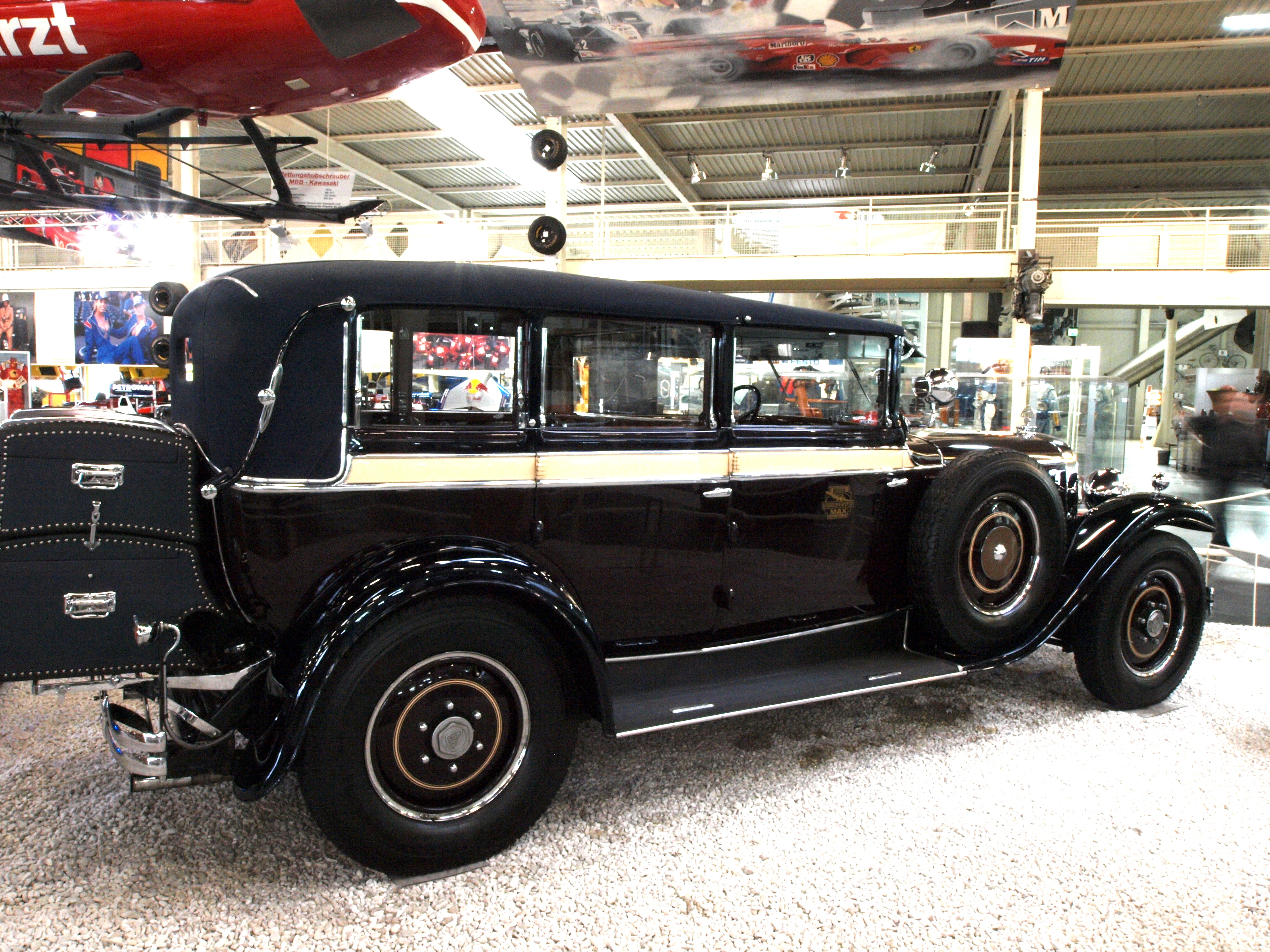
Maybach Zeppelin DS 7

Maybach Zeppelin DS 7 модель люкс-класу з 12-циліндровим мотором німецької компанії Maybach. Випускався у модифікаціях 7,0 V12 та 7,0 V12 Lang на шасі з різною колісною базою впродовж 1930—1934 років на заводі у Фрідріхсгафен. Авто мало швидкісну коробку передач що складалась з 3-ступінчастої КП з важелем перемикання швидкостей на підлозі салону і додаткового перемикача з важелем на рульовій колонці. Механічне гальмо мало привід на всі колеса. Зчеплення однодискове мокре. На шасі встановлювали кузови лімузин, пульман-лімузин, кабріолет.

### Технічні дані Maybach Zeppelin DS 7
|                    |                                                                       |
| Розміри            | Параметри                                                             |
| Роки випуску:      | 1930-1934                                                             |
| Колісна база :     | 3660-3735 мм                                                          |
| Довжина:           | 5370-5500 мм                                                          |
| Ширина             | 1845 мм                                                               |
| Висота             | 1800 мм                                                               |
| Виготовлено:       |                                                                       |
| Маса порожнього:   | 2800 кг                                                               |
| Вантожопідємність: | 990 кг                                                                |
| Мотор              | 1×V12-легкосплавний, розвал блоків циліндрів 60°, 2 карбюратори Solex |
| Потужність мотору: | 150 к.с. при 2800 об/хв                                               |
| Об'єм мотору       | 6962 см³                                                              |
| Трансмісія :       | КП SG 4-ступінчаста механічна з швидкісним перемикачем                |
| Швидкість :        | 145 км/год.                                                           |
| Витрата пального:  | 27 л на 100 км                                                        |
| Бензобак:          | 135 л                                                                 |